# Economia de l'Antàrtida
Les activitats econòmiques de l'Antàrtida són pràcticament inexistents, per tant el producte interior brut (PIB) de l'Antàrtida, com a continent, és pràcticament nul a causa de l'absència de població permanent i activitat econòmica significativa, més enllà de la investigació científica, el turisme, la pesca i les activitats logístiques. Tot i això, la regió  de Magallanes i de l'Antàrtica Xilena, que inclou una porció del territori antàrtic reclamat per Xile, sí que té un PIB registrat i contribueix a l'economia nacional.

### Activitats científiques
Tot i ser un terreny inhòspit i de difícil accés, l'Antàrtida posseeix unes característiques úniques per a la realització d'estudis científics que són coordinats pel Comitè Científic per la Investigació a l'Antàrtida. En total es calcula que hi resideixen entre 1.000 persones a l'hivern i 10.000 persones a l'estiu repartides per les diferents estacions d'investigació que hi ha al continent. Tot i que principalment a les estacions de McMurdo i d'Amundsen–Scott.

### Turisme

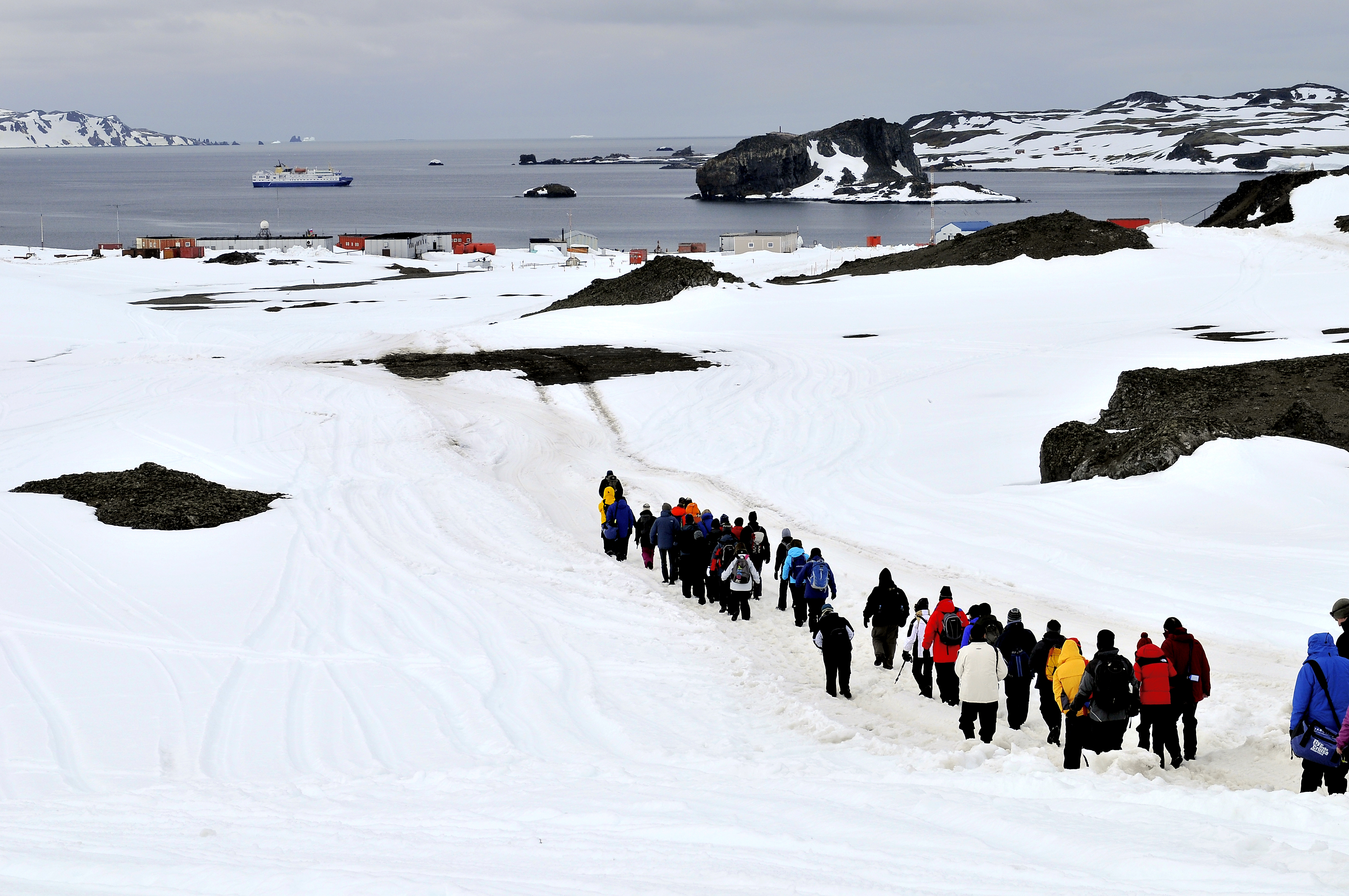
Turistes a la Península Fildes

El turisme està molt regulat i els turistes arriben provinents de diferents parts del món per observar la bellesa dels paisatges i les bases d'investigació. Les “expedicions turístiques” a petita escala han existit des de 1957 i actualment estan subjectes al Protocol sobre el Tractat de Protecció Ambiental, però de fet estan autoregulats per l'Associació Internacional de Tour Operadors de l'Antàrtida (IAATO). No tots els vaixells vinculats amb el turisme antàrtic són membres d'IAATO, però els membres d'IAATO suposen el 95% de l'activitat turística. El viatge es realitza majoritàriament en vaixells petits o mitjans, centrant-se en localitzacions escèniques específiques amb concentracions accessibles de fauna autòctona. Un total de 37.506 turistes varen visitar-la durant l'estiu austral 2006-2007 arribant, gairebé tothom, en vaixells comercials. Es preveu un augment per sobre de 80.000 pel 2010. Recentment s'ha suscitat preocupació sobre els potencials efectes adversos sobre el medi ambient i els ecosistemes provocats per l'afluència de visitants. Alguns ecologistes i científics han fet una crida per una regulació més estricta per als vaixells i quotes al turisme. La resposta inicial dels membres del Tractat Antàrtic ha estat desenvolupar, a través del seu Comitè per a la Protecció Ambiental i en associació amb IAATO, una “guia de bones pràctiques” fixant els límits, els espais tancats o restringits dels llocs més freqüentment visitats. Els vols d'observació de l'Antàrtida (sense aterratge) operaven des d'Austràlia i Nova Zelanda fins al fatal accident del vol 901 de l'Air New Zealand el 1979 al Mont Erebus, on van morir els 257 passatgers. Qantas va reprendre els vols comercials a l'Antàrtida des d'Austràlia a mitjans dels 1990.

### Pesca
La pesca és una activitat  fortament regulada per la Convenció per a la Conservació dels Recursos Vius Marins Antàrtics (CCRVMA). La pesca està permesa només en àrees específiques i s'estableixen límits de captura per garantir la reproducció i la sostenibilitat de les poblacions de peixos. Les pesqueres antàrtiques varen declarar captures per 112.934 tones en tot l'any 2000.

### Logística
Al continent hi ha diverses empreses de transport de subministres i de serveis per a la construcció i manteniment de les diferents estacions d'investigació. També hi ha empreses de seguretat i salvament en front d'emergències.

### Mineria
S'han trobat dipòsits de carbó, hidrocarburs, mineral de ferro, platí, coure, crom, níquel, or i altres minerals a l'Antàrtida, però no en quantitats suficientment grans per extreure'ls. Tan mateix, la seva extracció està prohibida per tal de preservar el medi ambient antàrtic. El 1991 el Protocol sobre el Tractat de Protecció Ambiental a l'Antàrtic també va restringir la lluita pels recursos. El 1998, es va arribar a un acord per posar una prohibició indefinida a la mineria -a revisar el 2048-, la posterior limitació al desenvolupament econòmic i explotació.

### Aigua dolça
S'estima que a l'Antàrtida hi ha el 70% de les reserves d'aigua dolça del planeta. Tot i això també està prohibit realitzar una explotació comercial o industrial dels recursos hídrics.